# Lamtuna
Los lamtunas fueron un clan nómada bereber que pertenecía a los sanhaya y que tradicionalmente aportó las dinastías de jefes, príncipes, reyes y emires que gobernaron los Estados, confederaciones y reinos fundados por esta etnia. Habitaron los territorios que van desde Sus en Marruecos hasta la Meseta de Adrar en Mauritania. Durante el período de la dinastía Almorávide, marcada por el rigor religioso impuesto por Abdalá Ben Yasin, muchos lamtunas y sanhayas emigraron hacia el norte.
Se islamizaron en el siglo VII y junto con los gudalas y otros clanes sanhayas fundaron la confederación Sanhadja en el siglo IX para obtener el control de las rutas de caravanas del comercio transahariano.
Los lamtunas formaron el núcleo central de los almorávides. Al principio de la era almorávide se quebró la confederación con los gudalas, con los que se enfrentaron y perdieren la batalla de Tabfarilla, pero a quienes posteriormente suplantaron como gobernantes de la dinastía almorávide.
La clase de los marabout en Mauritania se considera descendiente de los lamtunas.

## Islamización
Los lamtunas fueron el primer grupo bereber sahariano del que se tuvo acreditada su conversión al islam. Según Ibn Khaldün habrían aceptado el islam poco después de la conquista de España, en la segunda década del siglo VIII. Por otro lado, al-Zhuri (siglo XII) refiere a la conversión de los lamtunas, massufas y gudalas durante el reinado del califa Omeya Hishám ibn 'Abd al-Malik (724-743). Dos siglos antes de la islamización, mientras estuvieron recluidos en las estepas que rodean el alto Níger fueron catequizados por misioneros cristianos. Luego abandonaron la fe cristiana y aceptaron el islamismo, pero permanecieron en absoluta ignorancia de su nueva religión: en realidad, eran musulmanes sólo de nombre.
Al-Zuhrí también señala que los lamtunas fueron los responsables de la islamización del rey y corte del imperio de Ghana, en el año 1076.

## Territorios lamtunas

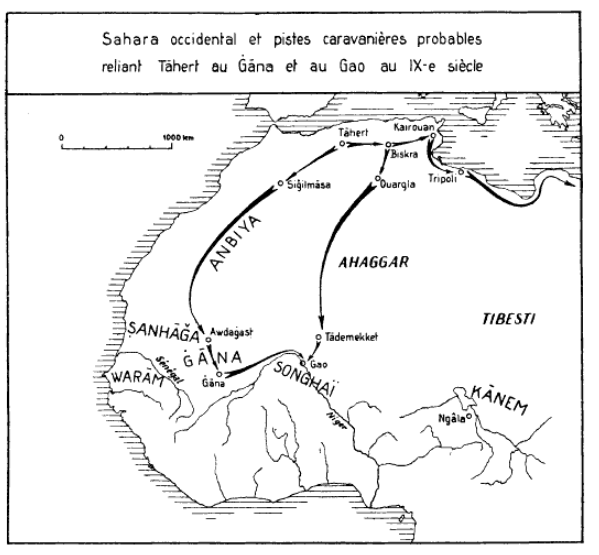
Rutas de caravanas saharianas en el siglo IX

La mayor parte de los habitantes del Sáhara occidental entre los siglos VII y XI eran sanhayas (lamtunas, massufas y gudalas). Los lamtunas vivían en la Saguía el Hamra, antigua región de Tázukkáght, frontera con el África subsahariana, formando parte del Estado sanhaya de Anbiya. Los territorios lamtunas también abarcaban por el norte la región de Nul, en el Marruecos meridional y se extendían al sur hasta Izal (o Ayzal en Kédia d'Idjíl), y más al sur la región llamada Lamtuna, al noroeste de la región de Tágant, en el sudeste de Mauritania. Se sabe que alrededor del año 1054 los lamtunas también ocupaban el Adrar mauritano, una región cubierta de plantaciones de dátiles atribuidas a los bafur, grupo que se había establecido en el área desde antiguo. Entre los siglos XI y XII la principal ciudad lamtua era Azukl, correspondiendo al período almorávide. Formaba parte de la ruta que iba de Sidjilmása al Sudán occidental.

## Historia

En el obtuvieron el control de las rutas de caravanas del comercio transahariano

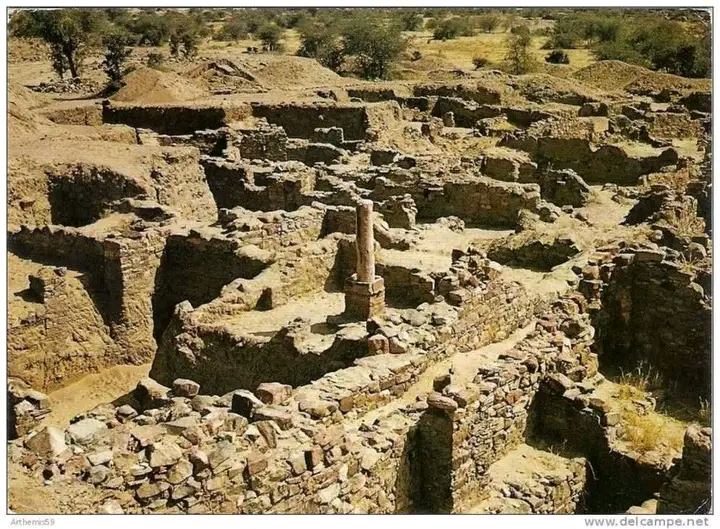
Ruinas del antiguo puesto caravanero de Audagost.

Organizados en clanes y con un estilo de vida nómade y pastoril, los lamtunas controlaron las rutas de comercio subsaharianas y ocuparon los principales puestos de mando en los pequeños reinos y confederaciones de la etnia sanhaya.
En la década del 720 se convirtieron al islam. En el siglo IX conquistaron el puesto caravanero de Audagost, hasta entonces en manos de otros grupos sanhayas que se alternaban en el poder con el imperio de Ghana. Durante un siglo fortalecieron ese asentamiento que habitaron bereberes de la zona, grupos de personas subsaharianas y comerciantes del norte.Desde Audagost, administraban todo el comercio entre Kumbi Saleh, Audagost, Tombuctuú y las minas de sal del noroeste del Sahara.En ese período también acogieron a Abdalá Ben Yasin bajo cuyo liderazgo religioso fundaron el movimiento almorávide junto a otros clanes sanhaya como los massufas y gudalas.

### La etapa almorávide

Rutas del comercio transahariano.

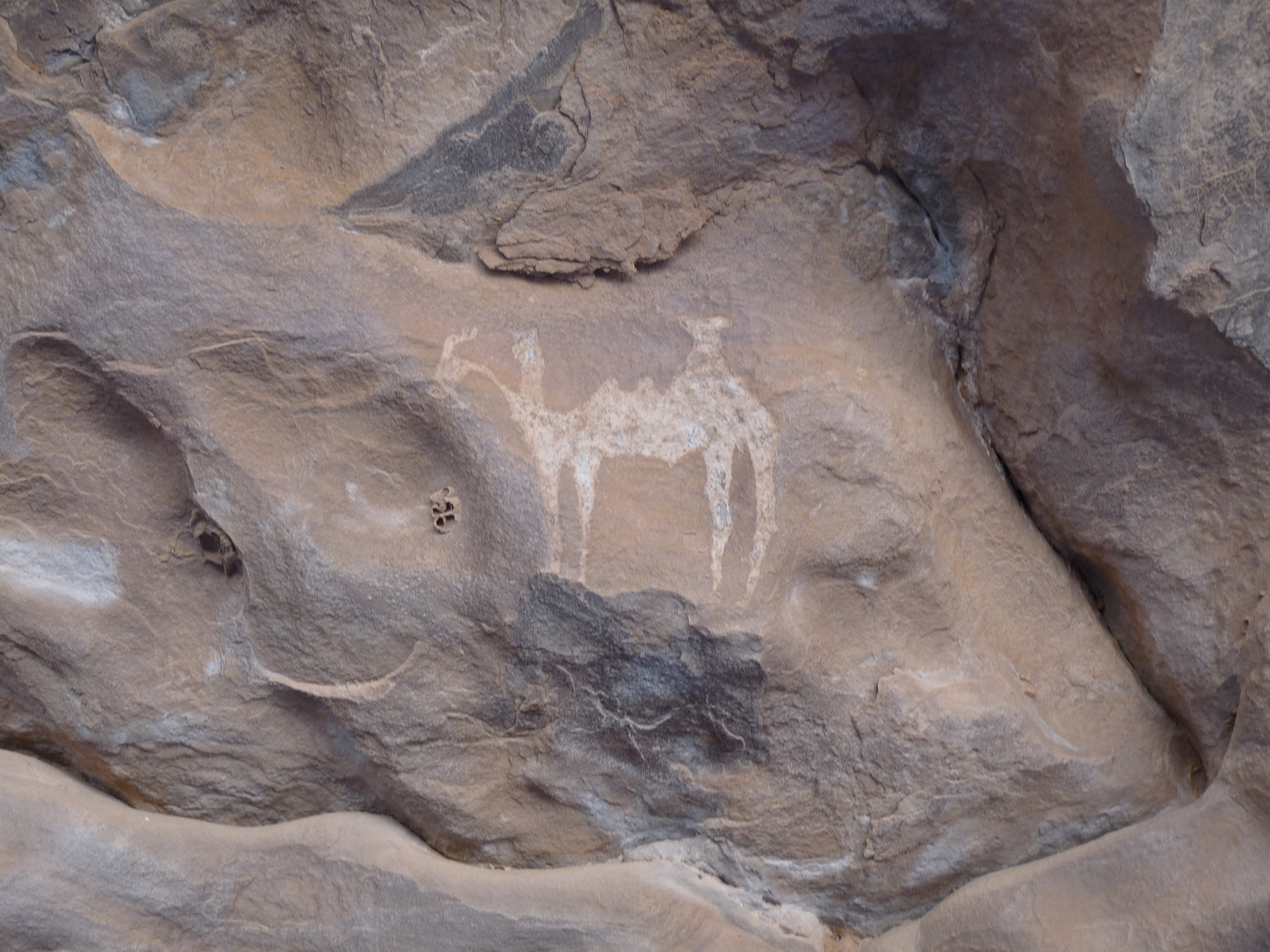
Arte rupestre en la meseta de Adrar, límite sur del territorio lamtuna.

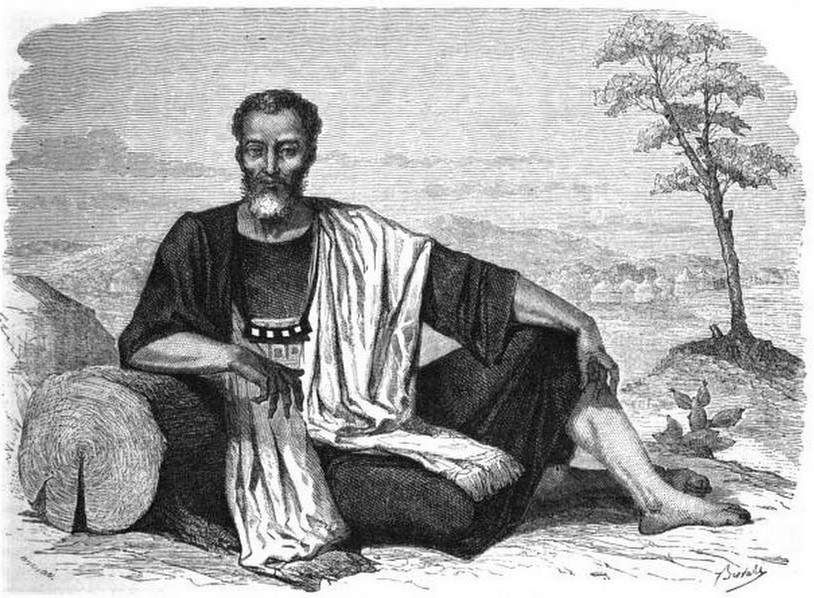
Antiguo grabado de un morabito de la meseta de Adrar

El movimiento almorávide se desarrolló a principios del siglo XI entre los bereberes sanhaya del Sáhara Occidental, una confederación de los pueblos lamtuna, gudala y messufa. Los lamtunas constituían la clase dominante dentro del clan y ocupaban todos los puestos administrativos y militares importantes. Durante el siglo XI, el control que la confederación ejercía sobre las rutas comerciales transaharianas se vio amenazada desde el sur por el imperio de Ghana y desde el norte por la infiltración de los bereberes zenatas en el sur de Marruecos. Alrededor del año 1048 Yahya ibn Ibrahim al Jaddali, un líder del pueblo lamtuna, regresó de su hach. Lo acompañó de regreso de esta peregrinación a la ciudad santa de La Meca un erudito marroquí, Abdalá Ben Yasin (m. c. 1059), quien, se esperaba, instituiría reformas religiosas que aumentarían la unidad y el poder de la confederación liderada por los lamtunas.
Cuando Ben Yasin encontró a los lamtunas escribió que se trataba de un grupo de nómadas que recorrían el desierto durante períodos de 2 meses a lo ancho y otros tantos a lo largo para llegar con sus caravanas desde la zona bereber del norte continental hasta el África subsahariana. Afirmó que no conocían el pan ni ningún tipo de cultivo. Sus únicas fuentes de alimentación en esos días eran la carne y leche de sus rebaños. El cobro de “cuotas de protección” a las caravanas que circulaban por rutas comerciales del Sahara también les reportaban ingresos.
Una vez retomado y consolidado el control de las rutas comerciales, los almorávides dirigieron su atención a otras zonas del sur de Marruecos con evidente atractivo económico: los pastos de los valles del Draa y del Sus. Sin embargo, este período de rápida expansión militar se vio empañado por luchas internas dentro de la élite gobernante almorávide. El sistema de gobierno almorávide tenía de facto un liderazgo dual: Yahya ibn Ibrahim ejercía el poder político y supervisaba las campañas militares, mientras que Ben Yasin tenía autoridad sobre asuntos religiosos y legales.
Las enseñanzas de Ben Yasin fueron populares entre muchos de los bereberes sanhayas, pero su enfoque extremista con respecto a la pureza y la conversión creó conflictos con los ancianos gudalas. Como consecuencia, Ben Yasin se retiró a un monasterio musulmán, alrededor de 1052-1053, donde dio forma al movimiento almorávide. Cuando Ben Yasin regresó a la sociedad secular, encontró simpatizantes entre los lamtunas. Con la ayuda de Yahya ibn Umar y el hermano de Yahya, Abu Bakr, los almorávides finalmente obtuvieron el control de la confederación sanhaya alrededor del año 1056. El nuevo movimiento se fundó en la ciudad marroquí de Marrakech, al norte de las montañas del Atlas.
La nueva concepción puritana del islam estipulaba que cada pecado, cada incumplimiento de las prescripciones religiosas era castigado con un determinado número de azotes. Estos puritanos fueron llamados, a causa de su estancia en Ribat, merabot (plural: El-merabtine), de donde tomaron el nombre de morabitos y los españoles, el de almorávides. Esta doctrina se difundió poco a poco en las tribus lamtunas, gudalas y massufas. Ben Yasin, al verse rodeado de un gran número de discípulos, instó a los morabitos a hacer la guerra, autorizándoles a cobrar los diezmos a quienes no reconocieran su secta, y un tercio de cualquier propiedad cuyo origen no se conociera y no fuera puro. Pronto sometieron a sus vecinos, los sanhayas del desierto. Los lamtuna habían conservado la supremacía en la federación bereber sanhaya, entonces tenían a Yahïa-ben-Omar como su jeque; pero el verdadero mando lo ejercía Ben Yacín, quien se reservaba hasta el derecho de corregir físicamente al jeque.
Los lamtunas también tuvieron algún conflicto con los massufas pero se resolvió rápidamente. La obtención conjunta de algunos éxitos propiciaron a que ambos clanes formaran una sólida alianza. En lo que se refiere a las demás ramas bereberes, los lamta fueron sometidos muy pronto y se unieron a la causa almorávide, como llegarían a hacer incluso algunos miembros de los zenatas y de los masmudas.

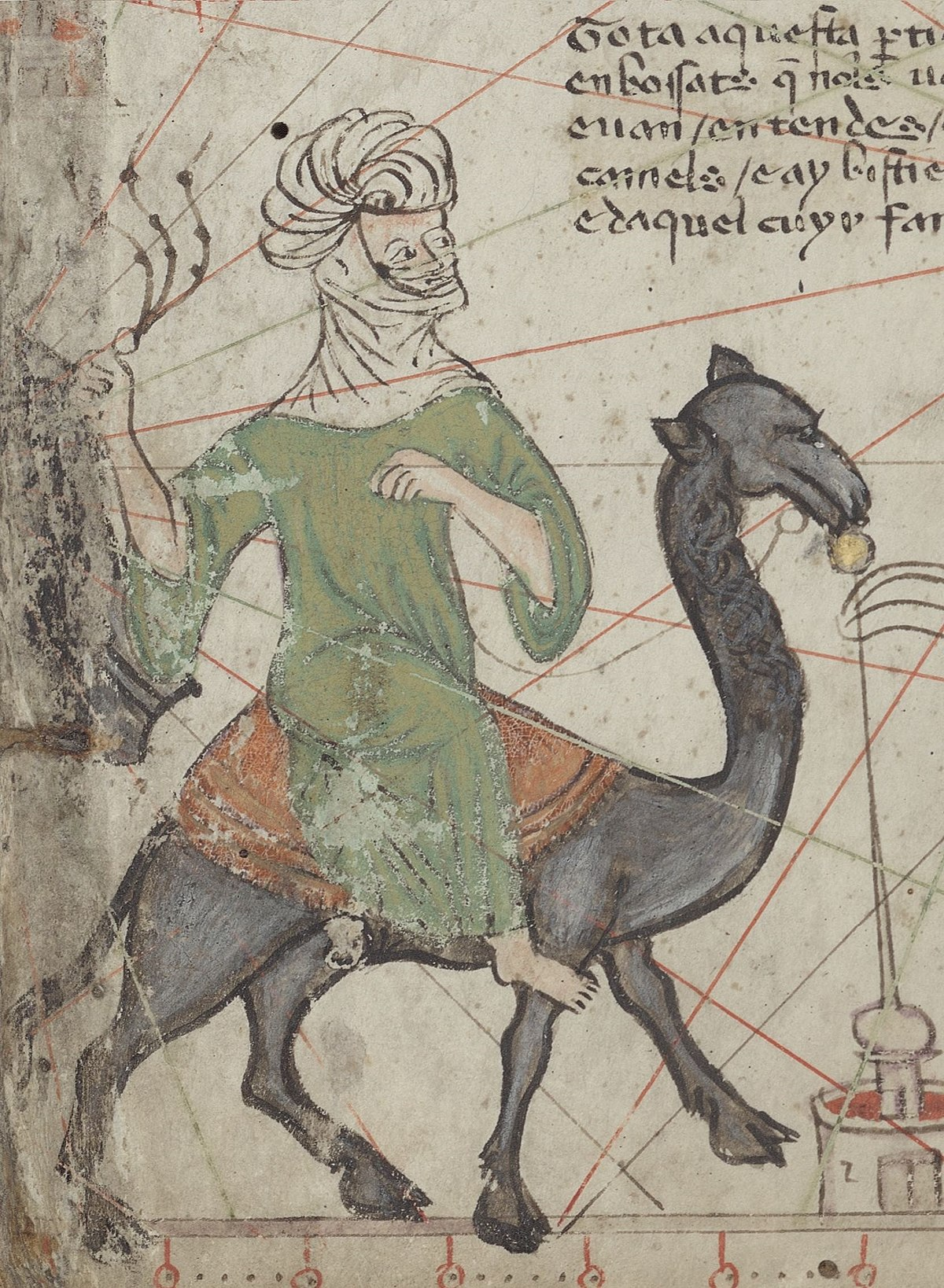
Abu Bakr Ibn Úmar general lamtuna y líder almorávide.

### Fin de la etapa almorávide
La prosperidad económica y cultural durante el período almorávide se extendió hasta 1147. Los lamtunas gobernaron con mano dura y a medida que el imperio crecía eran cada vez más frecuentes los abusos de poder por parte de los jefes del clan hacia otros grupos bereberes que comenzaron a resistirse a la dinastía. La reacción más violenta llegó de los bereberes zenatas del norte de África. Unificados en la confederación Almohade, declararon la guerra a los almorávides. En 1147 los almohades tomaron Marrakech, poniendo fin al Imperio almorávide, y en 1172 su poder controlaba también toda la España musulmana.
A la muerte de Ben Yásín, la comunidad religiosa pasó a convertirse en un reino donde los lamtunas mantuvieron el poder y colocaron sus dinastías en el gobierno.

### Sedentarización en Malí

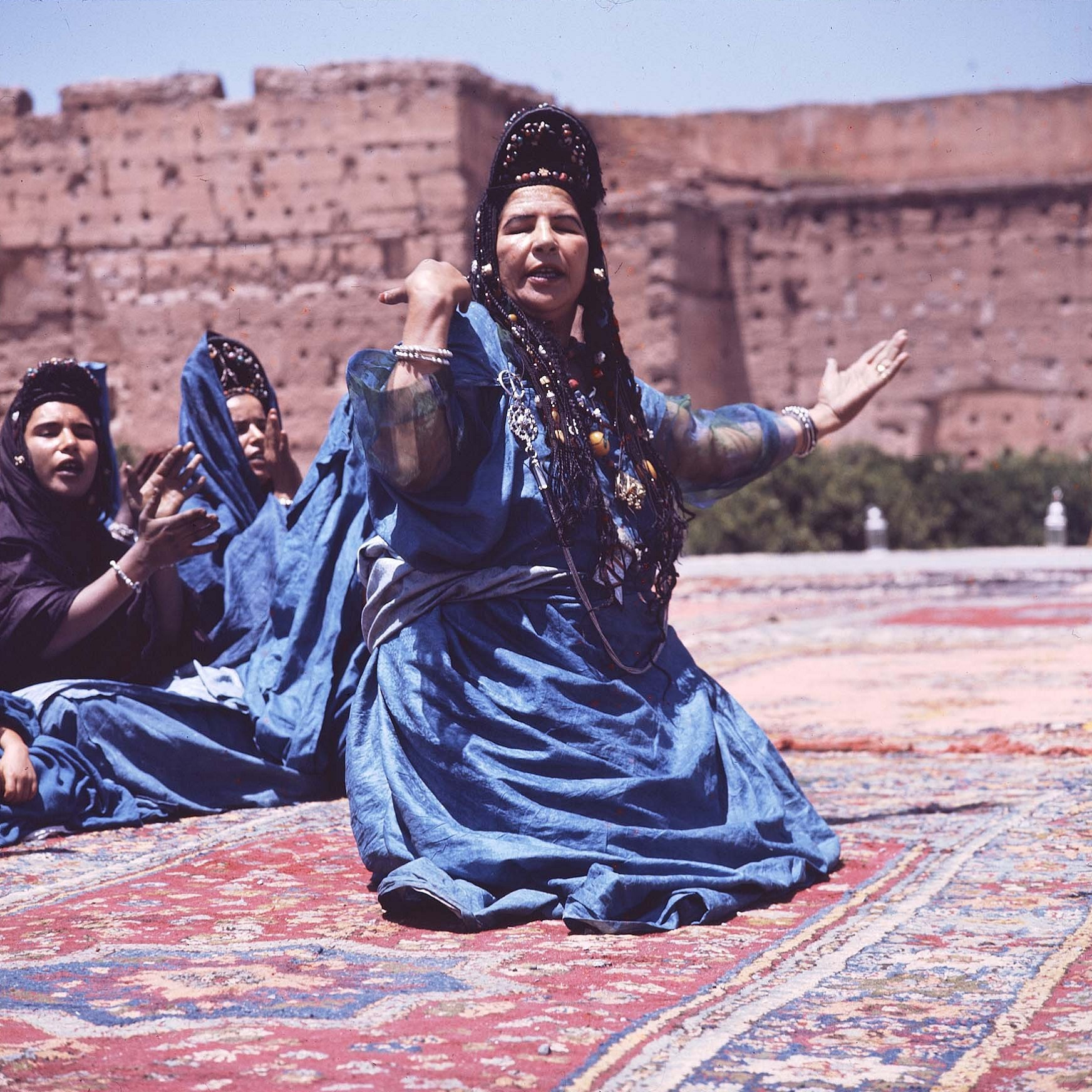
Festival Nacional de Folklore en Marrakech

Durante el siglo XIV varios clanes lamtunas se asentaron en el reino de Malí. En sus relatos, León Africano los llamó númidos. Tras la sedentarización se dedicaron al cultivo de cereales, verduras, dátiles y frutas en los oasis. Mantuvieron la cría de cabras y camellos y complementaron su economía con la recogida de goma arábiga.

## Jefes, reyes, príncipes y emires lamtunas

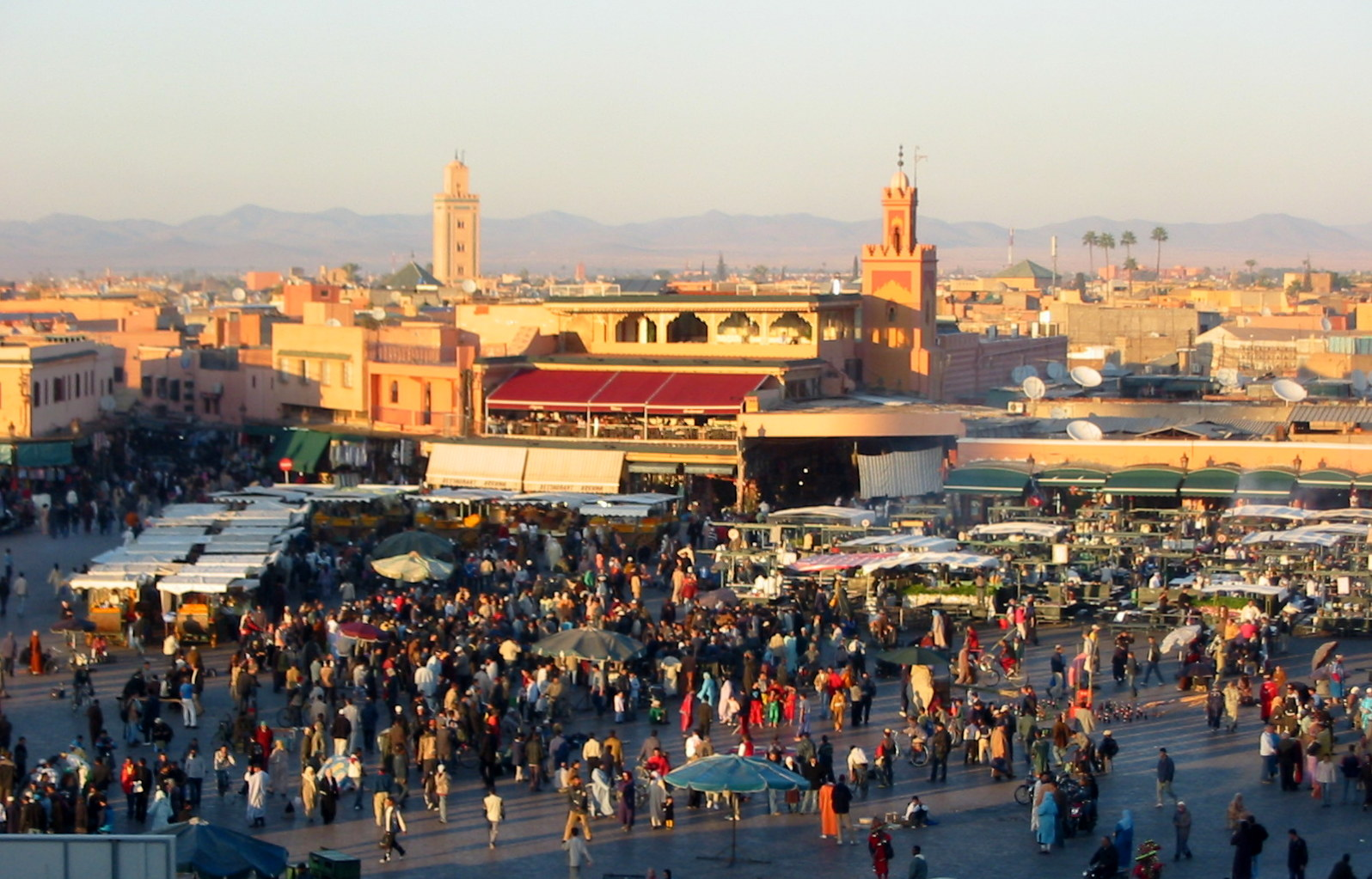
Plaza Djemaa el Fna, en Marrakech centro del imperio Almorávide.

El primer jefe sanhaya - lamtuna que reinó en el oeste del Sáhara fue Tílütá ibn Tíklán (o Itlütán ibn Talákákín). Según Ibn AbT Zar', dominó el Sahara y sometió a una veintena de reyes sudaneses, quienes le debían pagar tributos. El cronista relata que sus territorios tenían tres meses de recorrido a lo largo y otros tanto a lo ancho. Señala que podía movilizar 100.000 camellos de pura sangre. Reinó hasta el año 837, cuando murió con 80 años tras un extensísimo mandato.
Lo sucedió como rey del Estado sanhaya de Anbiya su nieto al Athír ibn Bátin, también lamtuna.  Reinó hasta su muerte en el año 900. El último rey del Estado sanhaya fue el hijo de al-Athlr, Tamím, que gobernó hasta el año 918, cuando fue asesinado en un complot organizado por un grupo de notables sanhayas que se levantaron en su contra. Como resultado hubo una ruptura entre las tribus sanhayas.  Tuvieron que transcurrir ciento veinte años para que la etnia sanhaya  en 1035 volviera unirse, esta vez bajo el mando del emir lamtuna, Abu 'Abd Alláh Muhammad ibn Tífáf (Tifawt), conocido por el nombre de Tár- sina. Reinó durante tres años y lo sucedió su cuñado, Yahyá Al-Djuddáll, que se convirtió en el jefe de la federación de los sanhayas y por el que bajo la influencia del misionero 'Abd Alláh ibn Yásíh al-Djazülí, se convirtieron al sunismo.
Según el cronista Ibn Khaldün, la aristocracia lamtuna provenía desde los tiempos del emir omeya 'Abd ar-Rahmán (756-788), cuando ya dominaban un amplio reino.